# Halimeda tuna
A Halimeda tuna a valódi zöldmoszatok (Chlorophyta) törzsébe és az Ulvophyceae osztályába tartozó faj.
A Halimeda nemzetség típusfaja.

## Előfordulása
A Halimeda tuna nevű növényfajt, a Földközi-tengerben talált példányok alapján írták le. Azonban ez a tengeri növény a Mexikói-öbölben, valamint az Indiai-óceánban is megtalálható. Nem ismert az eredeti előfordulási területe.

## Megjelenése
A szóban forgó moszatot zöld, elmeszesedett darabok alkotják. a szöveteibe lerakodott kalcium-karbonát miatt, majdnem ehetetlen a legtöbb állat számára. Az  egymáshoz nőtt darabkákat egy gyökérrendszer köti a tengerfenékhez.

## Életmódja
A tengeri sziklaszirteken és korallzátonyok között él. Számos halnak és rákfajnak biztosít menedéket. Ha megfelelő az életfeltétel, nagy kolóniákat hoz létre.

## Képek

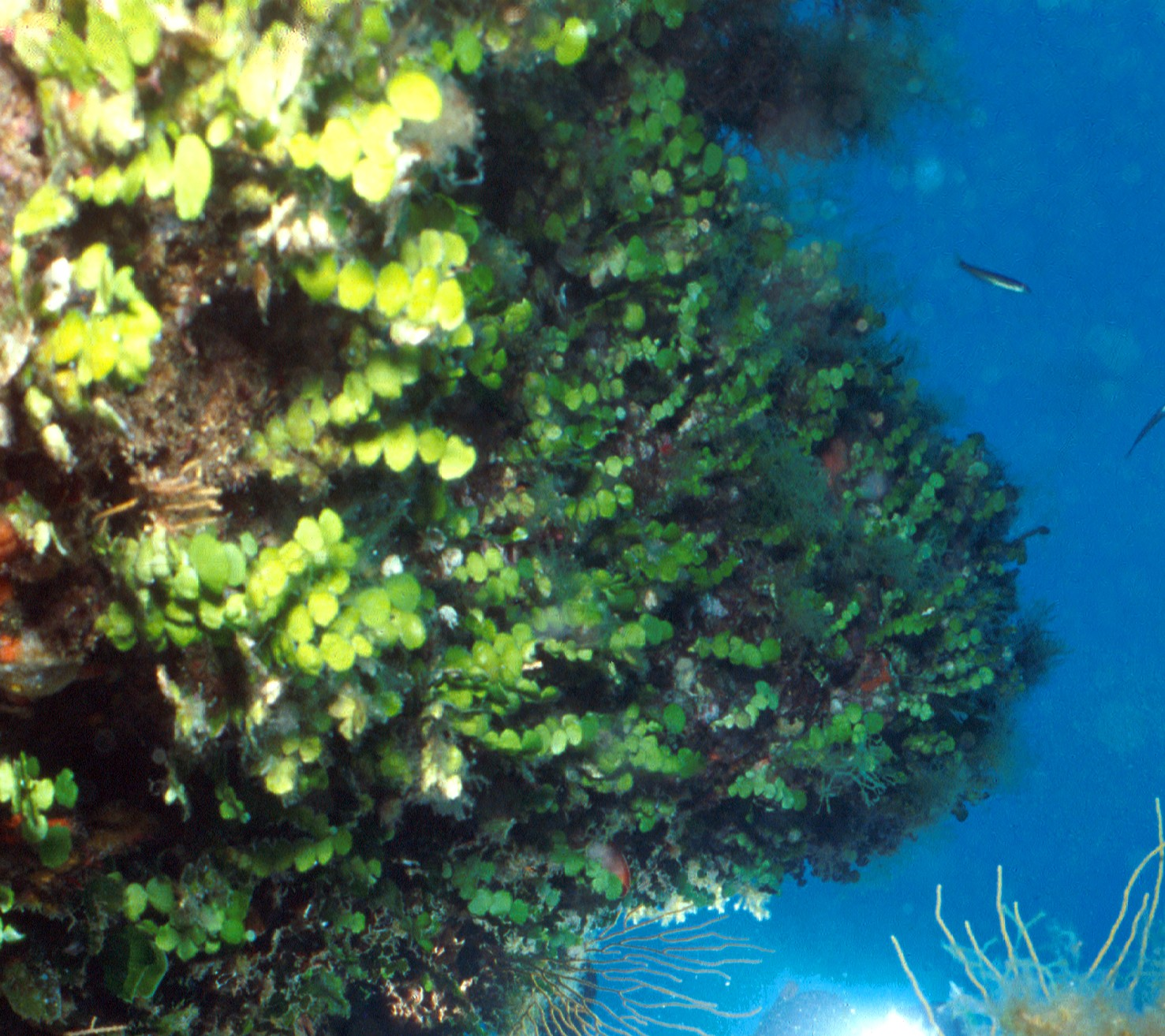
Telepei
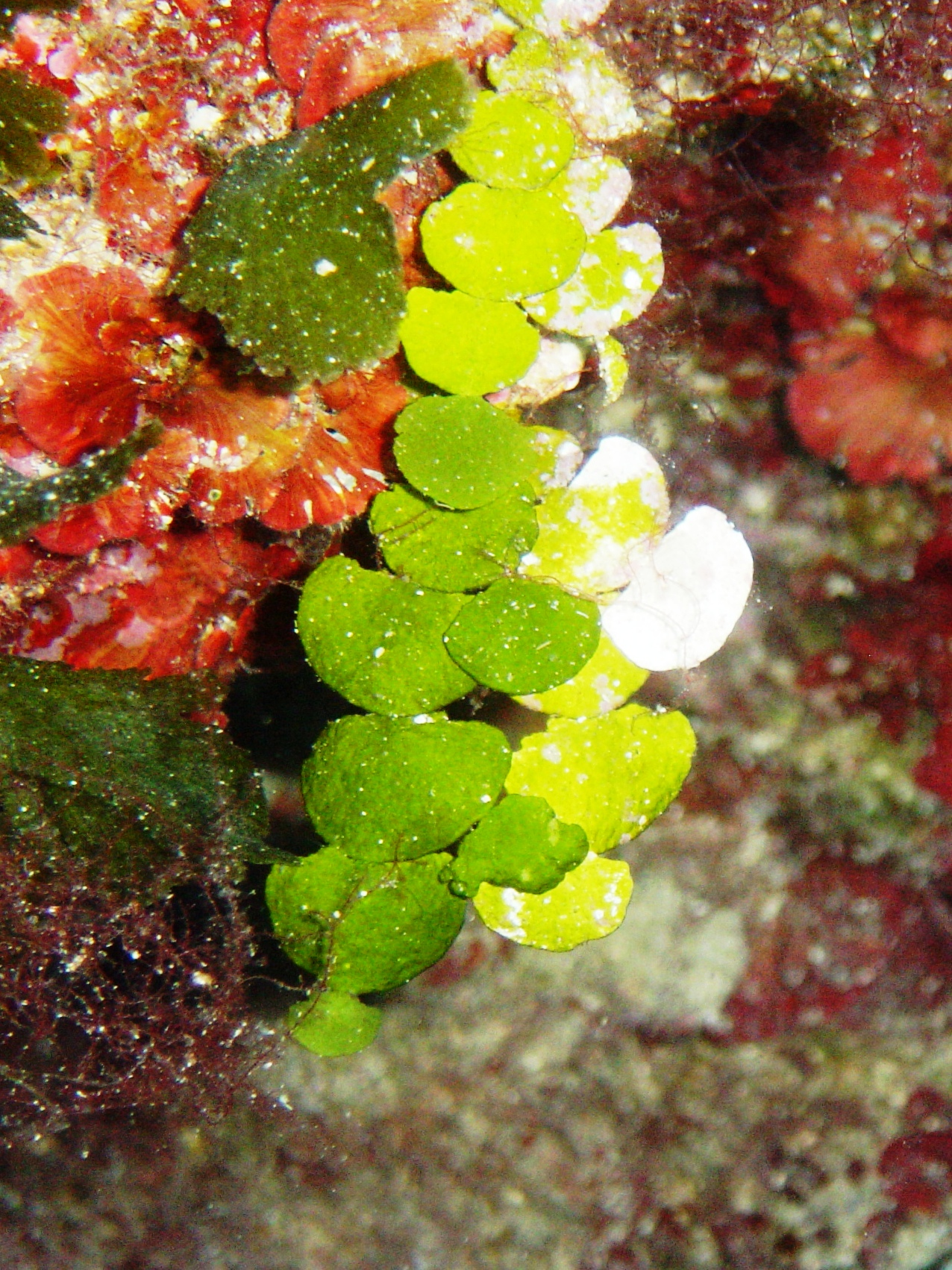
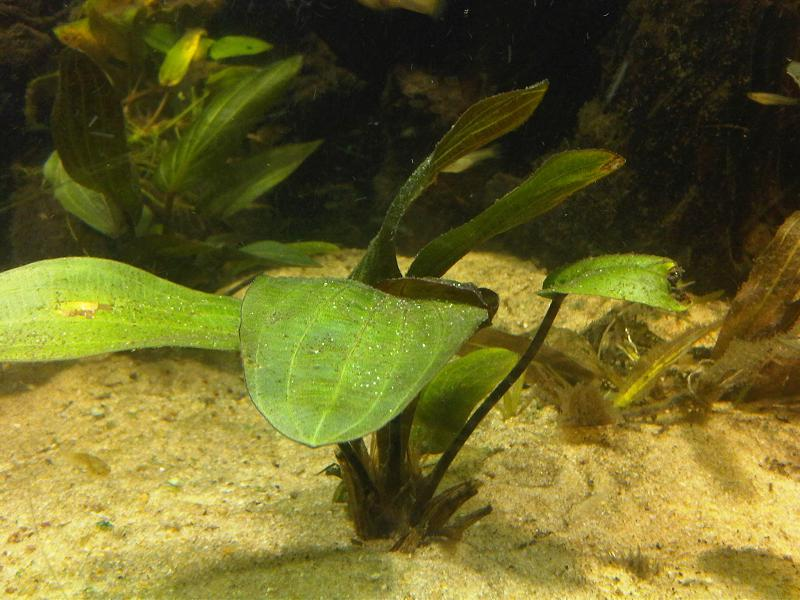
Akváriumban
Rajz a növényről